# Прогон

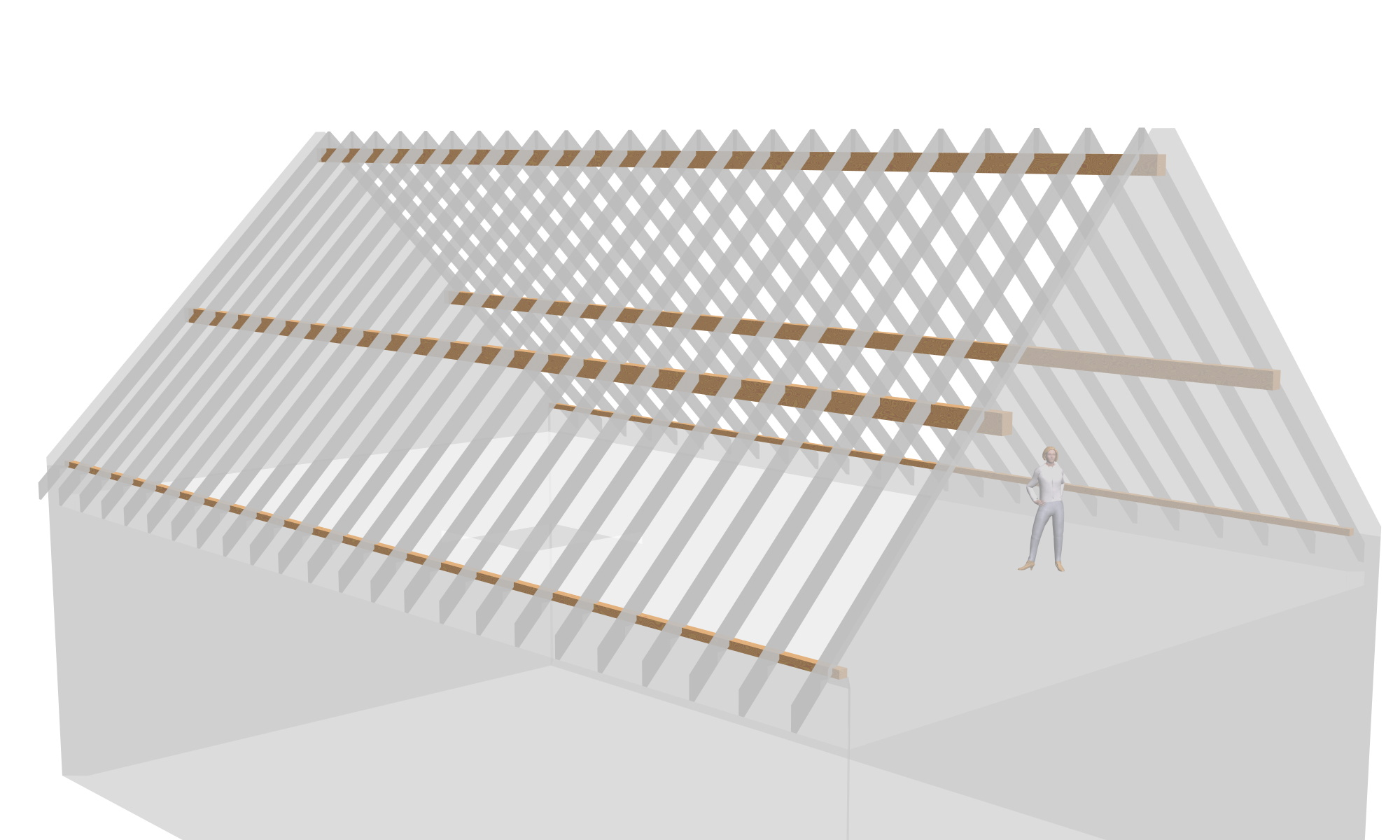
Двускатная крыша с коньковым прогоном, боковыми прогонами и мауэрлатом

Прогон — конструктивный элемент здания, горизонтально расположенная балка. Прогон опирается на несущие конструкции сооружения (стены, колонны, пилоны, фермы, балки, траверсы), поддерживает другие балки и кровлю здания. Может изготавливаться из металла, железобетона или дерева. Металлические прогоны могут быть сплошными или решётчатыми. Деревянные прогоны бывают сплошными, либо могут иметь замкнутое или открытое поперечное сечение.
В конструкции кровельной крыши прогоны подразделяются на три типа: коньковый прогон, боковые прогоны и мауэрлат. На коньковый прогон опирается верхняя часть крыши (конёк). Боковые прогоны расположены между коньком и основанием крыши, они служат для дополнительной поддержки стропил. Мауэрлат расположен у основания стропил, он уложен сверху по периметру наружной стены.